# Nataša Pirc Musar
Nataša Pirc Musar, född 9 maj 1968 i Ljubljana, är en slovensk politiker och Sloveniens president sedan den 23 december 2022. Pirc Musar är utbildad jurist och har också arbetat som journalist. Som jurist har Pirc Musar bl.a. arbetat som informationskommissionär i Slovenien (2004–2014) samt inom Europol, hon har också som advokat representerat Melania Trump.
Den 13 november 2022 valdes Pirc Musar till Sloveniens första kvinnliga president.